# Raquel Marques
Raquel Marques (Porto, 1979) és cineasta, docent i formadora portuguesa.
Treballa en l’àmbit de la creació documental, la pedagogia de la imatge i l’educació cinematogràfica des d’una mirada feminista. És llicenciada en Ciències de la Comunicació (Universidade NOVA de Lisboa) i màster en Documental de Creació (Universitat Pompeu Fabra). És corresponsable de l’equip de projectes educatius de la cooperativa Drac Màgic, dedicada a l’estudi i la divulgació del cinema i la cultura audiovisual. Entre les seves obres, destaca Um mergulho em água fria (2024), estrenada al Festival de Màlaga, i Tiempos de deseo (2020), que ha estat premiada al Festival Alcances i exhibida en festivals com Doclisboa, L’Alternativa i Festival Documental de Buenos Aires.
Filmografia destacada: Um mergulho em água fria (2024), Tempos de desejo (2020), Miedo (2020), Arreta (2016), codirigit amb María Zafra i premiat al Festival Zinegoak, Vecines (2017), una producció col·lectiva de Laboratorio Reversible, F(r)iccions entre el treball i la vida, un curtmetratge codirigit amb María Romero, María Zafra i Zoraida Roselló, A casa que eu quero (2010), codirigit amb Joana Frazão i produït per Terratreme Filmes.